# Sugar (日本のコーラスグループ)
Sugar（シュガー）は、日本の3人組女声コーラス・グループ。元々はバンドとして結成されたため、デビュー当初は3人とも楽器を演奏しながら歌っていたが、活動後期には得意分野であるコーラスに特化して楽器を持たずに歌うこともあった。代表曲『ウエディング・ベル』は、きれいなコーラスと、自分を振って別の女性と結婚した元恋人に悪態をつく歌詞で一躍注目された。

## メンバー
- ミキ（笠松美樹、1960年7月15日 - ） - ボーカル、キーボード、ピアノ

東京都大田区出身。身長152cm。血液型A型。日本大学鶴ヶ丘高等学校卒業。「ムーピー・ベイビー」作曲。
シュガーで活動していた当時好きなスポーツに、スキューバダイビングとバイク（ホンダ・ロードパル（ラッタッタ））を挙げた。
自分の性格について、何か思いついたらすぐに行動に移すタイプで、気が短く、好き嫌いがはっきりしていると語った。
「大型自動車の運転手になりたかった」、「もし音楽界に入っていなかったら、自衛隊に入っていたかも」と語った。
解散後は、テレビ朝日の子供向け番組『パオパオチャンネル』のコーナー「ピッカピカ音楽館」で「ねこのひげ」（「DE:RAH」名義）と「すきだからあだな」（「MIKI」名義）を歌っていた。その後、「森田公一とトップギャラン2」のキーボードや、エイトプロミュージックスクール（東京都中野区野方）の臨時講師を経て、現在はソロ及び作曲家として活動。
「はなかっぱ」（2006～）「カルカル　カルシウムの唄」（2015）  「DISNEY-ufufy」 「ノンタンたいそう1・2・3」（2019-04） などを作曲。
NHK・Eテレで、アニメ「はなかっぱ」で、ふわ吉の母親の声を担当している。
YouTubeでは、「MIKI KASAMATSU」で、2010年から活動している。閃いた歌を不定期更新。
2023年には、アニメ『うんたろう たびものがたり』の、エンディングテーマを作曲もしている。
オケのプログラミングも自分自身で行っている。
- クミ（長沢久美子（2009年より旧字表記の長澤）、1960年7月15日 - ） - ボーカル、ギター

神奈川県横浜市出身。身長157cm。血液型A型。帝京女子短期大学卒業。
シュガーで活動していた当時は、好きなスポーツにサーフィンを挙げた。
自分の性格について、音楽などは一人で静かに聴くタイプであるが、自分は根がうるさいので、うるさい人は好きではないと語った。
解散後は、ソロ活動などを経て、現在はデザイナーとして、企画・デザイン会社Bring代表。犬の愛護を目的とした団体NPO法人シュガープロジェクトも運営していた（2015年に解散）。2男の母。
- モーリ（毛利公子→徳本公子（結婚で改姓）、1960年9月29日 - 1990年4月7日） - ボーカル、ベース、 リーダー

神奈川県横浜市出身。身長153cm。血液型O型。神奈川県立鶴見高等学校卒業。
シュガーで活動していた当時は、相撲観戦、プロレス観戦を趣味として挙げた。
自分の性格について、「いい面と悪い面両方持ち合わせている」とのことで、作る曲もこれを活かした形で、女の子の気持ちを歌ったものが多いと語った。
もし音楽業界に入っていなかったら、サーカスで猛獣使いなどの団員になっていたかもしれないと語った。
中学生時代は生徒会の役員だった。
ハードロックやスラップベース専門のベーシストとは違い、バラードからジャジーな4ビートまで幅広いジャンルを弾きこなす数少ない国内女性ベーシストであった。プレジションベースを3本所有していた。
解散後はタレントとしてラジオのリポーターなどを中心に活動。ニッポン放送の土曜昼の古舘伊知郎の番組（『独占!オールニッポンヒット歌謡』→『フルフルサタデー 古舘伊知郎のどきどきモンスター』→『パワフルタッチのまるごと遊ビジョン』）では、3番組続けてパートナーを務めた。1988年6月に結婚後も仕事を続けていた。1989年に第一子を妊娠、翌年4月に出産予定であった。4月6日に陣痛を覚え病院に向かったが、既に胎児の心音が確認出来なくなっており、医師より死産を告げられ強い悲しみに取り乱したという。精神的な落ち込みや母体への負担を考え、胎児の処置はすぐに行わず一旦安静の措置をとることになった。4月7日午前2時ごろ、呼吸をしていないことに付き添っていた妹が気づき、すぐに別の救急救命病院に搬送されたが死去した。29歳没(享年31)。
常位胎盤早期剥離による羊水塞栓症や妊娠高血圧症候群などが死因ではないかとの憶測が流れたが、詳細な死因は現在も不明（非公表ではなく、医師にも解説不可能な突然死）である。

## 来歴
クミとモーリが横浜市立寺尾中学校在校中に出会い、モーリの通う神奈川県立鶴見高等学校で、メンバーをもう1人加えた3人組音楽バンド「かりんとう」の活動を開始。1977年、第14回ヤマハポピュラーソングコンテストの、神奈川県立県民ホールで行われた地区大会に出場する。この時かりんとうが演じたオリジナル曲『フライ』が優秀作品賞を、ミキのロックバンドもラジオ関東賞をそれぞれ受賞するが、共につま恋の本選には出場できなかった。クミとモーリの2人は「杉山清貴&オメガトライブ」の前身バンドである「きゅうてぃぱんちょす」結成時（1978年12月）のメンバーでもあった。その後メンバーが1人脱退したのを機に、ポプコンに共に出場して以来親交のあったミキを誘い、合流して「シュガー」を結成。グループ名の由来は｢自分達がしお（塩）らしくない｣という意味から。
- 1981年 『ウエディング・ベル』でデビュー
  - 週間2位/1982年度年間13位（オリコン）
- 1982年 第33回NHK紅白歌合戦出場
- 1987年 解散

## ディスコグラフィ
- 全てフォーライフからリリース。

### シングル
| #  | 発売日          | A/B面 | タイトル                              | 作詞           | 作曲       | 編曲     | 規格品番 |
| -- | --------------- | ----- | ------------------------------------- | -------------- | ---------- | -------- | -------- |
| 1  | 1981年 11月21日 | A面   | ウエディング・ベル                    | 古田喜昭       | 古田喜昭   | 平野融   | 7K-41    |
| 1  | 1981年 11月21日 | B面   | 新鮮微笑女                            | Heart Box      | 出井寿仁   | 平野融   | 7K-41    |
| 2  | 1982年 4月21日  | A面   | アバンチュールはルックスしだい        | 古田喜昭       | 古田喜昭   | 平野融   | 7K-57    |
| 2  | 1982年 4月21日  | B面   | 新入社員ととらばーゆ (A.M.9 to P.M.5) | Heart Box      | 長沢久美子 | 平野融   | 7K-57    |
| 3  | 1982年 8月21日  | A面   | 私○にほリカ人                         | 古田喜昭       | 古田喜昭   | 平野融   | 7K-69    |
| 3  | 1982年 8月21日  | B面   | an non ストリート                     | Heart Box      | 長沢久美子 | 平野融   | 7K-69    |
| 4  | 1982年 10月21日 | A面   | Misty Night                           | 古田喜昭       | 古田喜昭   | 前田憲男 | 7K-76    |
| 4  | 1982年 10月21日 | B面   | 浮気な勉強ガール                      | 笠松美樹       | 長沢久美子 | 牧野三朗 | 7K-76    |
| 5  | 1982年 11月21日 | A面   | ウエディング・ベルII                  | Heart Box      | 古田喜昭   | 平野融   | 7K-81    |
| 5  | 1982年 11月21日 | B面   | アバンチュールはルックスしだいII      | 古田喜昭       | 古田喜昭   | 平野融   | 7K-81    |
| 6  | 1983年 4月5日   | A面   | キスがいっぱい                        | さがらよしあき | 原田真二   | 瀬尾一三 | 7K-90    |
| 6  | 1983年 4月5日   | B面   | 春・花ざかり                          | 古田喜昭       | 古田喜昭   | 飛澤宏元 | 7K-90    |
| 7  | 1983年 5月5日   | A面   | 中ブラ・ラブ                          | 伊藤アキラ     | 古田喜昭   | 飛澤宏元 | 7K-95    |
| 7  | 1983年 5月5日   | B面   | (カラオケ)                            | -              | 古田喜昭   | 飛澤宏元 | 7K-95    |
| 8  | 1983年 6月5日   | A面   | タマゴ                                | 松田隆宏       | 松田隆宏   | 飛澤宏元 | 7K-101   |
| 8  | 1983年 6月5日   | B面   | IMAGINATION EXPRESS＜夢急行＞         | さがらよしあき | C.Bruhn    | 飛澤宏元 | 7K-101   |
| 9  | 1983年 11月5日  | A面   | CIRCUS GAME                           | 売野雅勇       | 木森敏之   | 木森敏之 | 7K-127   |
| 9  | 1983年 11月5日  | B面   | スミマセン My Love                    | 売野雅勇       | 木森敏之   | 木森敏之 | 7K-127   |
| 10 | 1984年 4月21日  | A面   | 恋はマスカレード                      | 秋元康         | 林哲司     | 瀬尾一三 | 7K-140   |
| 10 | 1984年 4月21日  | B面   | MIDNIGHT CALL                         | 秋元康         | 林哲司     | 瀬尾一三 | 7K-140   |
| 11 | 1985年 9月5日   | A面   | ナイト・ポリス                        | 園部和範       | 小田裕一郎 | 入江純   | 7K-192   |
| 11 | 1985年 9月5日   | B面   | Goin' Man                             | 園部和範       | 小田裕一郎 | 入江純   | 7K-192   |

### アルバム

#### ベスト・アルバム
- FACES（1983年9月21日／28K-55）
- SUGAR（1987年2月21日／35KD-71）
- ゴールデン☆ベスト（2004年10月20日／FLCF-4478）

### みんなのうた
NHK『みんなのうた』で2曲を歌っている。
1. 『カメレオン[6]』（1984年8月-9月放送）「第2回NHKこどものうたコンクール」優秀曲
2. 『こぶたのしっぽ[7]』（1986年6月-7月放送）

長らくSugarのオリジナル版は市販音源化されず、『みんなのうた』の楽曲のオムニバスアルバムに収録された他の歌手によるカバー版のみ販売されていたが、2016年発売の「NHKみんなのうた 55 アニバーサリー・ベスト ～日々～」で2曲とも初めてCD化された。

### タイアップ
| 曲名                          | タイアップ名                  | 収録作品                |
| ----------------------------- | ----------------------------- | ----------------------- |
| タマゴ                        | 「まんがはじめて物語」第4期ED | シングル「たまご」      |
| IMAGINATION EXPRESS＜夢急行＞ | 「まんがはじめて物語」第4期OP | シングル「たまご」      |
| CIRCUS GAME                   | 「伊賀野カバ丸」OP            | シングル「CIRCUS GAME」 |
| スイマセン My love            | 「伊賀野カバ丸」ED            | シングル「CIRCUS GAME」 |

## 書籍
- バナナ&桃（ピーチ）白書（1982年、立風書房）

## 主な出演

### テレビドラマ
- ザ・サスペンス「刑事ガモさんシリーズ 1 女子大生危険な帰り道」（1982年、TBS）
- ドラマスペシャル「赤川次郎のおやすみ、テディ・ベア」（1983年、TBS）

### テレビバラエティ
- 日立テレビシティ「ニャロメのおもしろ数学教室」(1982年、TBS)
- サムシングNOW(1982年3月27日、TBS)
- シュガー・泰葉の歌謡最前線(1982年 - 1983年、NTV) - 泰葉と共にメインMC。
- オレたちひょうきん族（1983年12月10日、フジテレビ）- 「ひょうきんベストテン」今週のスポット
- 爆報! THE フライデー（2020年3月13日、TBSテレビ） - クミが出演。1990年に急死したモーリについて語った[4][5]。

### ラジオ
- NISSANミッドナイトステーション シュガー 気まぐれ夜間飛行 （TBSラジオ 1982年10月～1983年3月、土曜日）
- シュガーのバイキン少女とSISTER BOY（文化放送）
- シュガーのFREE&FREE魔法の時間（文化放送）
- 突撃!歌謡大行進（文化放送）- 1982年10月～1983年3月、水曜日
- ポップオンシュガー（北海道放送・岩手放送・秋田放送・山形放送・CBCラジオ・山陰放送・南海放送 1983年4月から）
- FMミュージックマガジン・シュガーとコウタローのおたんこサルサ（FM北海道　1983年10月から）
- 古舘伊知郎の独占!オールニッポンヒット歌謡（ニッポン放送）- モーリのみ、アシスタント出演
- フルフルサタデー 古舘伊知郎のどきどきモンスター（ニッポン放送　1988年4月～1989年3月）- モーリのみ、アシスタント出演
- 古舘伊知郎 パワフルタッチのまるごと遊ビジョン（ニッポン放送　1989年4月～1990年3月）- モーリのみ、アシスタント出演

### NHK紅白歌合戦出場歴
| 年度/放送回               | 回 | 曲目               | 出演順 | 対戦相手             |
| ------------------------- | -- | ------------------ | ------ | -------------------- |
| 1982年（昭和57年）/第33回 | 初 | ウエディング・ベル | 07/22  | サザンオールスターズ |

注意点
- 出演順は「出演順/出場者数」で表す。

## CM
- 三菱鉛筆 ペイントマーカー（1982年）
- 藤沢薬品工業 ピコレット（1983年）
- コカ・コーラ